# Миронов, Алексей Николаевич (лётчик)
Алексей Николаевич Миронов (1919—1969) — советский лётчик-бомбардировщик Авиации дальнего действия, участник Великой Отечественной войны, Герой Советского Союза (18.08.1945). Майор.

## Биография
Алексей Миронов родился 12 марта 1919 года в Нижнеудинске (ныне — Иркутская область). С раннего возраста проживал в городе Тайга Томского округа (ныне — Кемеровская область), где окончил восемь классов школы и работал оператором службы эксплуатации Тайгинского отделения Томской железной дороги.
В сентябре 1938 года был призван на службу в Рабоче-крестьянскую Красную Армию. В 1940 году окончил Новосибирскую военную авиационную школу лётчиков, в 1942 году — Высшую штурманскую школу ВВС РККА, действовавшую в то время в эвакуации в городе Мары Туркменской ССР. 
С июля 1942 года младший лейтенант А. Н. Миронов — на фронтах Великой Отечественной войны. Начал боевой путь пилотом 37-го авиационного полка дальнего действия 222-й авиационной дивизии дальнего действия. В марте 1943 года за боевые отличия и массовый героизм личного состава полку было присвоено гвардейское звание и он был переименован в 13-й гвардейский авиационный полк дальнего действия. В 1943 году Миронов стал командиром корабля. Воевал на бомбардировщиках «B-25 Митчелл», поступавших по ленд-лизу из США. Член ВКП(б) с 1943 года.
В марте 1944 года был переведён в новый формирующийся 335-й авиационный полк дальнего действия, в котором воевал до конца войны. В декабре 1944 года полк был преобразован в 250-й гвардейский бомбардировочный авиационный полк. 
К концу войны гвардии капитан Алексей Миронов был заместителем командира эскадрильи 250-го гвардейского бомбардировочного авиаполка 14-й гвардейской бомбардировочной авиадивизии 4-го гвардейского бомбардировочного авиакорпуса 18-й воздушной армии. За время войны он совершил 238 боевых вылетов на бомбардировку военных объектов в глубоком вражеском тылу, скоплений боевой техники и живой силы противника. В 1942-1943 годах летал на бомбардировку аэродромов и станций в Витебске, Орше, Сеще, бывших в то время глубоким тылом противника. Бомбил Хельсинки, Будапешт и Берлин. Экипажем сброшено 395 тонн авиабомб, нанесены большие потери противнику. При налёта на аэродром Витебска 4 октября 1942 года точными попаданиями взорвал топливохранилище и ангар, в котором находились 15 самолётов. В одном из следующих налётов 28 октября 1942 года прямым попаданием уничтожил офицерское общежитие, в котором по данным партизан, погибло и ранено до 250 офицеров и солдат противника. При налёте на станцию Вязьма 6 января 1943 года уничтожил 3 железнодорожных эшелона. 27 марта 1945 года в Данцигской бухте прямым попаданием потопил транспортное судно..
Указом Президиума Верховного Совета СССР от 18 августа 1945 года за «образцовое выполнение боевых заданий командования на фронте борьбы с германским фашизмом и проявленные при этом отвагу и геройство» гвардии капитан Алексей Миронов был удостоен высокого звания Героя Советского Союза с вручением ордена Ленина и медали «Золотая Звезда» за номером 9069.
После окончания войны Миронов продолжил службу в Советской Армии. В июле 1953 года майор А. Н. Миронов был уволен в запас. 
Проживал и работал в городе Болотное Новосибирской области. Скончался 19 декабря 1969 года, похоронен в Болотном. В 2005 году был перезахоронен на новом кладбище в Болотном на Аллее Героев войны и труда. 

## Награды
- Герой Советского Союза (18.08.1945)
- Орден Ленина (18.08.1945)
- Два ордена Красного Знамени (7.09.1943, 7.06.1944)
- Орден Красной Звезды (6.03.1943)
- Ряд медалей[3]